# Quincey Morris
Quincey P. Morris is een personage uit Bram Stoker's roman Dracula.

## Rol in de roman
Quincey is een rijke jonge Amerikaan afkomstig uit Texas. Hij is een van de drie mannen die in de roman Lucy Westenra ten huwelijk vraagt. Hij is goede vrienden met de andere twee geliefden van Lucy, Arthur Holmwood en John Seward.
In het boek draagt Quincey altijd een bowiemes bij zich. Op een bepaald moment geeft hij toe dat hij graag sterke verhalen vertelt. Verder is hij een van de weinige personages in het boek die al op voorhand kennis heeft over bloeddrinkers. Zo vertelt hij in hoofdstuk 12 dat hij tijdens een tocht door de pampa zijn paard dood moest schieten omdat het dier slachtoffer was geworden van vampiervleermuizen.
Quincey speelt een cruciale rol in de climax van het verhaal. Hij is het die samen met Jonathan Harker Graaf Dracula doodt. Jonathan snijdt de keel van de graaf door, terwijl Quincey hem in het hart raakt met zijn mes. Quincey raakt echter dusdanig gewond in het laatste gevecht dat hij korte tijd later sterft. Na zijn dood vernoemen Mina en Jonathan hun eerste kind naar hem.

## In andere media
Ondanks de rol die hij in de climax van het verhaal speelt, wordt Quincey Morris in veel verfilmingen van de roman vaak naar de achtergrond geplaatst of zelfs helemaal weggelaten. In zijn plaats is het vaak Abraham van Helsing die Dracula doodt. Noemenswaardige uitzondering hierop is Bram Stoker's Dracula uit 1992. Hierin wordt Quincey Morris gespeeld door Billy Campbell, en heeft hij een rol die vrijwel gelijk is aan die in het boek.
In de videospelserie Castlevania is Quincey familie van de protagonisten: de Belmonts. In twee van de spellen, Castlevania Bloodlines en Castlevania: Portrait of Ruin, komen Quincey’s zoon John en kleinzoon Jonathan voor.
In het Full Motion Video-spel Dracula Unleashed is de protagonist Quincey's broer Alexander Morris.